# Góry Wilhelminy
Góry Wilhelminy (holenderski: Wilhelminagebergte) to pasmo górskie które znajduje się w centralnej części Surinamu. Rozciąga się ono na około 113 km w kierunku ze wschodu na zachód. 
Najwyższym szczytem Gór Wilhelminy jest Julianatop o wysokości 1280 metrów. 
Masyw wziął swą nazwę od imienia holenderskiej królowej Wilhelminy. Góry Wilhelminy są częścią Wyżyny Gujańskiej. 

## Źródła
- Bruijning, Conrad Friedrich Albert, Jan Voorhoeve: Encyclopedie van Suriname. Amsterdam: 1977. ISBN 90-10-01842-3. Brak numerów stron w książce
- Wilhelmina Gebergte, [w:] Encyclopædia Britannica [dostęp 2022-09-30] (ang.).
- Wilhelminy, Góry, [w:] Encyklopedia PWN [online], Wydawnictwo Naukowe PWN [dostęp 2019-11-16].